# Boswarlos
Boswarlos est une municipalité, située sur la péninsule de Port-au-Port de l'Île de Terre-Neuve, dans la province de Terre-Neuve-et-Labrador, au Canada. 
Il se trouve dans les environs, le gisement Ronan, de célestine agrégée en cristaux.

## Municipalités limitrophes